# Tinge linge ling
Tinge linge ling är ett studioalbum från 1978 av det svenska dansbandet Curt Haagers. En del av låtarna är på engelska.

## Låtlista
1. Tinge linge ling
2. Om du bara var kär (If You Can Give Me Love)
3. I Can Do It
4. Längtar hem
5. Va' skönt (Someday)
6. Blue Bayou
7. You're so Good to Me
8. Maria Linda
9. Shannon
10. Ca plane pour moi
11. I natt är jag din
12. Mariana (på svenska)
13. C'est si bon